# Türelmi rendelet

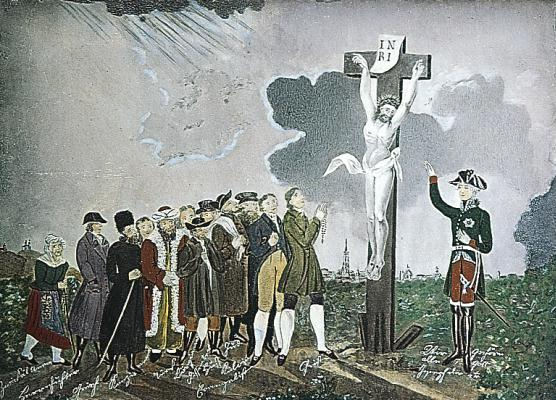
A türelmi rendelet allegóriája, akvarell (1785)

A türelmi rendelet  (németül: Toleranzpatent): II. József német-római császár, magyar és cseh király egyik első, legfontosabb intézkedése volt 1781. október 25-én, amellyel  – a felvilágosult abszolutizmus szellemében – szabad vallásgyakorlást és hivatalviselést biztosított egyes felekezeteknek.

## Tartalma

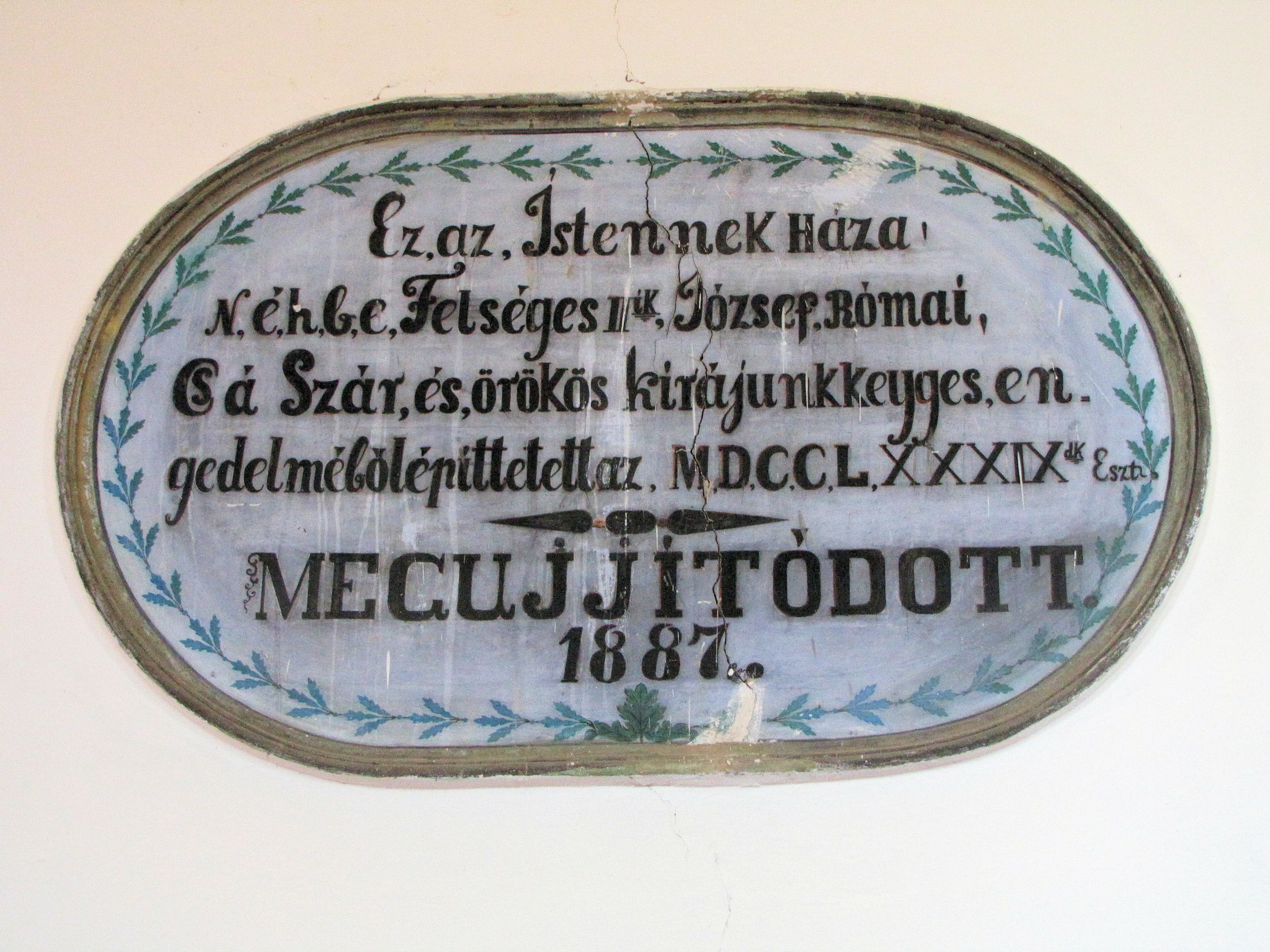
II. József rendeletére emlékeztető felirat 1789-ből az abádszalóki református templomban

A türelmi (latinosan: tolerancia) rendelet az evangélikusok /lutheránusok/ reformátusok /kálvinisták/, (egyszóval: protestánsok) és görögkeletiek számára szabadabb vallásgyakorlást engedélyezett az eddiginél. Ahol legalább száz, nem katolikus család élt, ott azok saját költségükön létesíthettek illetve fenntarthattak helyi gyülekezeteket, sőt – torony és harang nélkül, nem közútról nyíló bejárattal – templomokat is építhettek. Erre a templomépítési rendeletre, csak 1786-ban került sor. A fent említett felekezetek hívei semmiféle megkülönböztetést nem szenvedtek ezentúl a hivatali pályán. Az intézkedéseket a tolerancia eszménye és a birodalom egységesítésének vágya ihlette. Ugyanebben az évben a körülbelül 83 000 magyarországi zsidó helyzetét is rendezték.
A vegyes házasságból származó gyermekek helyzetét is rendezte a rendelet. Korábban ha az egyik szülő katolikus volt, akkor a gyermek kötelezően katolikussá vált. Az új szabályok szerint, ha az anya protestáns, akkor a lánygyermek is protestánssá válik, minden más esetben katolikusnak kell megkeresztelni.
Még a türelmi rendelet évében a császár a Rómának küldött egyházi jövedelmeket zárolta, és bevezette a pápai bullákat kihirdetésük előtt történő udvari ellenőrzését. II. József állammodelljében ugyanis az egyház pusztán az uralkodó egyik eszköze volt, így a róla elnevezett „jozefinista” politika jegyében igyekezett megvalósítani az államegyházat. Meggyőződése volt, hogy az egyházi vagyonnal szabadon gazdálkodhat, ha finanszírozza annak közfeladatait (oktatás, egészségügy), és biztosítja a valóban nép körében forgó alsópapság megélhetését. Ezek számát és javadalmait még növelte is. Cserébe feloszlatta a szemlélődő szerzetesrendeket, amelyek nem foglalkoztak tanítással,  gyógyítással vagy tudománnyal, ez mintegy 140 kolostor megszüntetésével járt, vagyonukat a Vallásalapba olvasztotta (szekularizációs rendelet, 1782. január 12.). Még a vallási ünnepek, a mise és a papnevelés rendjébe is beavatkozott.
Mindez kiváltotta a pápaság rosszallását: VI. Piusz pápa 1782-ben maga utazott Bécsbe („fordított Canossa-járás”), de József nem változtatott politikáján. (Sőt, az anekdota szerint még csak kezet sem csókolt az egyházfőnek, hanem kézfogással üdvözölte.) 1783-ban a papnevelést is állami feladattá tette, és ugyanebben az évben tett római látogatása során sem sikerült őt meggyőzni intézkedéseinek visszavonásáról.
Ez a rendelet volt az egyike annak a három pátensnek, amit II. József még a halálos ágyán sem vont vissza.

## Hatása
II. József király halála után, utóda, II. Lipót 1790. november 7-én megerősítette a türelmi rendeletet, majd az 1791: XXVI. törvénycikke törvénybe foglalta. Ebből a törvényből kimaradtak a protestáns megszorítások.